# بانک آوموری
بانک آوموری (انگلیسی: Aomori Bank) شرکت خدمات مالی و بانکداری ژاپنی است، که در سال ۱۸۷۹ تأسیس شد.